# Nicolae Sotir
Nicolae Sotir (Ploiești, 29 dicembre 1916 – Bucarest, 24 ottobre 1991) è stato un pallavolista e allenatore di pallavolo rumeno.

### Libri pubblicati
- (RO)  Nicolae Sotir, Constantin Florescu, Volei, regulament comentat, Editura Tineretului Cultură Fizică și Sport, Bucarest, 1955
- (FR)  Nicolae Sotir, Volley-ball: initiation et entraînement, Amphora, Paris, 1968, ISBN 978-2851800411
- (EN)  Nicolae Sotir, Winning Volleyball, Stanley Paul, London, 1973, ISBN 978-0091163303
- (ES)  Nicolae Sotir, El balonvolea. Manual de iniciación y entrenamiento, Hispano Europea, Barcelona, 1976, ISBN 978-8425504143